# Cyprus Juniors 2019
Das Cyprus Juniors 2019 fand als bedeutendstes internationales Nachwuchsturnier von Zypern im Badminton vom 19. bis zum 21. April 2019 in Nicosia statt.

## Sieger und Platzierte
| Disziplin    | Gold                                     | Silber                              | Bronze                                        |
| ------------ | ---------------------------------------- | ----------------------------------- | --------------------------------------------- |
| Herreneinzel | Varun Kapur                              | Mads Juel Møller                    | Luka Ban                                      |
| Herreneinzel | Varun Kapur                              | Mads Juel Møller                    | Victor Ørding Kauffmann                       |
| Dameneinzel  | Thuc Phuong Nguyen                       | Tanya Hemanth                       | Ana Fernandes                                 |
| Dameneinzel  | Thuc Phuong Nguyen                       | Tanya Hemanth                       | Yuyang Xiao                                   |
| Herrendoppel | Victor Ørding Kauffmann Mads Juel Møller | Stanislav Proskura Mikhail Shepyrev | Petre Comăneanu Mihnea Crăciun                |
| Herrendoppel | Victor Ørding Kauffmann Mads Juel Møller | Stanislav Proskura Mikhail Shepyrev | Mikołaj Piórkowski Mikołaj Wrzalik            |
| Damendoppel  | Laura Bujak Anna Duda                    | Eva Kattirtzi Ioanna Pissi          | Gergana Pavlova Denisa Stemate                |
| Damendoppel  | Laura Bujak Anna Duda                    | Eva Kattirtzi Ioanna Pissi          | Yuyang Xiao Siqi Yang                         |
| Mixed        | Matthias Kicklitz Thuc Phuong Nguyen     | Orestis Pissis Ioanna Pissi         | Vasileios Rafail Kiosses Grammatoula Sotiriou |
| Mixed        | Matthias Kicklitz Thuc Phuong Nguyen     | Orestis Pissis Ioanna Pissi         | Luka Ban Inga Sadaić                          |